# Дък Доджърс (сериал)
„Дък Доджърс“ (на английски: Duck Dodgers) е американски анимационен сериал, базиран на класическото филмче от 1953 г. с участието на Дафи Дък - „Дък Доджърс в средата на 24 век“, излъчван от 2003 г. до 2005 г. по Cartoon Network. Повторенията се излъчват по Boomerang.

## Епизоди
Вижте: Списък с епизоди на Дък Доджърс

## Актьорски състав
- Джо Аласки - (Дафи Дък в ролята на) Дък Доджърс и (Марвин Марсианеца в ролята на) Марсианския командир
- Боб Бъргън – (Порки Пиг в ролята на) Пламенният млад космически кадет
- Тиа Карере – Марсианската кралица Тирания
- Ричард Макгонъгол – Д-р Ай Кю Хай
- Джон О'Хърли – Капитан Стар Джонсън
- Майкъл Дорн – Марсианските центуриони

## „Дък Доджърс“ в България
В България сериалът започва излъчването си на 12 май 2007 г. по Нова телевизия, всяка събота от 09:30 и завършва на 9 февруари 2008 г. Ролите се озвучават от артистите Даниела Йорданова, Поликсена Костова, Христо Мутафчиев, Анатолий Божинов и Георги Георгиев-Гого.
На 6 ноември 2011 г. започва повторно излъчване по bTV, всяка неделя от 07:00 по два епизода, а дублажът е записан наново. Ролите се озвучават от артистите Ангелина Славова, Георги Стоянов, Цанко Тасев, Георги Георгиев-Гого и Петя Миладинова.